# ساندرا مولر
ساندرا مولر (بالألمانية: Sandra Neumann)‏ هي عداءة سريعة ألمانية، ولدت في 16 مارس 1980 في لودنشايد في ألمانيا.

## وصلات خارجية
- ساندرا مولر على موقع الاتحاد الدولي لألعاب القوى (الإنجليزية)